# Football Couillet-Marcinelle
Dernière mise à jour : 21 octobre 2014.
Le Football Couillet-Marcinelle est un club de football belge localisé à Marcinelle, à la périphérie Sud de Charleroi. Le club est porteur du matricule 301. Ses couleurs sont le Vert et Blanc.
C'est un des plus anciens clubs carolorégiens encore en activité. Il a évolué durant deux saisons au 3e niveau de la hiérarchie nationale.

## Repères historiques
- 1922 : fondation du CERCLE SPORTIF MARCINELLE et affiliation à l'U.R.B.S.F.A..
- 1926 : 21/12/1926, CERCLE SPORTIF MARCINELLE se voit attribuer le matricule 301.
- 1952 : Reconnu « Société Royale »,  CERCLE SPORTIF MARCINELLE (301) a changé son nom en ROYAL CERCLE SPORTIF MARCINELLE (301).
- 1958 : Fondation de FOOTBALL CLUB CAZIER qui se voit attribuer le matricule 6133. L'équipe choisit de jouer en Mauve et Vert. La première en signe de deuil à la suite de la catastrophe minière du Bois du Cazier survenue deux ans plus tôt, la seconde étant la couleur de Marcinelle.
- 1931 : FOOTBALL CLUB CAZIER (6133) change son en appellation en  FOOTBALL CLUB MARCINELLE (6133) et adopte les couleurs Vert et Blanc.
- 2001 : ROYAL CERCLE SPORTIF MARCINELLE (301) fusionne avec FOOTBALL CLUB MARCINELLE (6133) pour former ROYAL FOOTBALL CLUB SPORTIF MARCINELLE (301).
- 2013 : ROYAL FOOTBALL CLUB SPORTIF MARCINELLE (301) a changé son nom en FOOTBALL COUILLET-MARCINELLE (301).

## Synergie dans la mouvance «Roberto Leone»
Discret et relativement anonyme, le R. FCS Marcinelle évoluent le plus souvent en P2 jusqu'au début du XXIe siècle.
En 2011, le club est pris dans la mouvance qui « agite » le football carolorégien sous l'impulsion de l'homme d'affaires Roberto Leone. Celui-ci, président de l'ancien R. ACS Couillet (matricule 94) devenu le FC Charleroi (après deux saisons sous l'appellation Football Couillet-La Louvière) jette aussi son dévolu sur la R. JS Heppignies-Lambusart-Fleurus (matricule 5192) qui est renommée R. Charleroi-Fleurus. Dans un souhait de créer une grande synergie au sud de Charleroi, le R. FCS Marcinelle est englobé dans les différents accords afin d'obtenir ses nombreux terrains d'entraînements et ses équipes de jeunes. Le cercle change son nom en Football Couillet-La Louvière.
Au terme de la saison 2013-2014, cela tourne à la catastrophe pour les promoteurs de la grande synergie. Les deux entités évoluant en séries nationales sont reléguées (Charleroi-Fleurus hors de D3 et le FC Charleroi hors de Promotion). R. Leone se retire passablement dégoûté. Alors que le matricule 5192 est vendu dans le Borinage, le matricule 94 est restructuré (avec une fusion avec le matricule 23) et renommé « Racing Charleroi Couillet Fleurus ». De son côté, dans un premier temps, le « matricule 301 » reste un satellite du « 94 ».

## Anciens logos
Le logo actuel de Football Couillet-Marcinelle (matricule 301) s'inspire fortement de celui du R. ACS Couillet (matricule 94) d'avant 2009.

Ancien logo du FC Marcinelle
Ancien logo du R. FCS Marcinelle
Ancien Logo du R. ACS Couillet (mat 94), avant 2009

## Résultats dans les divisions nationales
Statistisques mises à jour le 7 mai 2014

### Bilan
| Niv | Divisions     | Jouées | Titres | TM Up | TM Down |
| --- | ------------- | ------ | ------ | ----- | ------- |
| I   | 1re nationale | 0      | 0      |       |         |
| II  | 2e nationale  | 0      | 0      |       |         |
| III | 3e nationale  | 2      | 0      |       |         |
| IV  | 4e nationale  | 0      | 0      | 0     | 0       |
| V   | 5e nationale  | 0      | 0      |       |         |
|     |               |        |        |       |         |
|     | TOTAUX        | 2      | 0      | 0     | 0       |

- TM Up : test-match pour départager des égalités, ou toutes formes de Barrages ou de Tour final pour une montée éventuelle.
- TM Down : test-match pour départager des égalités, ou toutes formes de Barrages ou de Tour final pour le maintien.

### Classements saison par saison
| Ordre               | Saison  | Nom du club   | Niveau                 | Classement final | Remarques |
| ------------------- | ------- | ------------- | ---------------------- | ---------------- | --------- |
| 1                   | 1932-33 | CS Marcinelle | Promotion (D3) série C | 9e/14            |           |
| 2                   | 1933-34 | CS Marcinelle | Promotion (D3) série C | 12e/14           | Relégué!  |
| séries provinciales |         |               |                        |                  |           |

### Sources et liens externes
- (nl) Base de données du football belge